# Viseća dizalica
Viseća dizalica ili viseći granik je vrsta mosne dizalice s voznim prugama zavješenima pretežno na stropovima ili krovnim konstrukcijama. Zavješenje može biti čvrsto ili takvo da se pruga može njihati u poprečnom smjeru, a pruga u uzdužnom smjeru je ukrućena. Nosač dizalice je najčešće punostjen, a vitlo dizalice se kreće po donjem pojasu, odnosno po prirubnici nosača. Vitlo visi na dvije naprave za vožnju koje su građene za kretanje po donjoj prirubnici nosača. Naprave za vožnju imaju više kotača malog promjera. Dizalicom se upravlja uglavnom s poda preko upravljačkog kabela. Želi li se dizalicom upravljati odozgo, tada je potrebno napravi za vožnju dizalice ili vitla priključiti voznu upravljačnicu. Viseće dizalice mogu biti izvedeni i s dva nosača. 
Nosivost visećih dizalica ovisi o dopuštenom opterećenju stropa, odnosno krovne konstrukcije, i iznosi od 0,5 do 10 tona. Rasponi tih dizalica najčešće iznose od 4 do 16 metara, a katkada i do 50 metara. Za te velike raspone dizalica mora visiti na voznoj pruzi s 3 do 5 tračnica i mora imati potreban broj naprava za vožnju dizalice. Brzina dizanja visećih dizalica iznosi od 0,1 do 0,2 m/s, a brzina vožnje najčešće je ograničena na 0,5 m/s.
Viseće dizalice imaju sljedeće prednosti pred mosnim dizalicama: manja vlastita težina i manja visina traže lakše konstrukcije hala, jer nisu potrebni teški potporni stupovi za vozne pruge dizalice, jednostavno se prenosi teret u susjedne hale i za rad se oslobađa čitav pod hale. Nedostaci su visećih dizalica: ograničena nosivost i ograničene brzine kretanja, zbog upotrebe kaveznih elektromotora mogu biti u pogonu samo ograničeno vrijeme, pa nisu prikladni za jači (intenzivniji) rad, zbog malog promjera kotači se brže troše pa ih treba često mijenjati. Viseći se dizalice ugrađuju u lake radioničke i montažne hale, skladišta i slično. 
Pomoću visećih dizalica lako se ostvaruje potrebni tok materijala kroz tvorničke hale, jer takve dizalice omogućuju prijelaz vitla na dizalice susjednih hala i na pruge visećih električnih prenosila. 

## Viseće električno prenosilo
Viseće električno prenosilo povezuju okomito gibanje tereta s vodoravnim u bilo kojem smjeru, to jest u onome u kojemu ga vodi viseća tračnica. Pruga visećih električnih prenosila može imati i uspon do 7%, a veći usponi svladavaju se pomoću ozubnica ili lančanih pogona. Pruge električnih prenosila mogu imati zavoje, skretnice, križanja, okretnice i slično. Viseća se električna prenosila postavljaju kad se ne zahtijeva stalni (kontinuirani) tok materijala. 
Vitlo s električnim čekrkom visećih električnih prenosila može imati umjesto kuke zahvatač ili košaru. Tada je uz vitlo obično prikopčana upravljačnica u kojoj se vozi upravljač dizalice. Kolica vitla kreću se po donjoj prirubnici nosača ili po tračnici smještenoj na gornjoj strani nosača. Takva viseća električna prenosila prikladna su za prijenos malih količina sipkog materijala (učina od 10 do 60 t/h). Lako se mogu smjestiti u uskim prostorima gdje nema dovoljno mjesta za pokretne trake (trakaste transportere).